# هواپیمای میازاکی
هواپیمای میازاکی (به انگلیسی: Miyazaki Airplane) یک شرکت تولید قطعات هواپیما بود که در جنگ جهانی دوم در ژاپن مستقر بود.  این شرکت صاحب یک کارخانه واقع در کانوما ، توچیگی ژاپن بود, و قطعاتی از جمله سکان برای میتسوبیشی زیرو تولید می کرد.در طول جنگ ، این شرکت به اوتسونومیا، توچیگی ، ژاپن نقل مکان کرد.  اندکی پس از آن در 12 ژوئیه 1945 ، حمله هوایی به شهر اوتسونومیا انجام شد که باعث شد 43.7٪ از شهر ویران شود.
این شرکت توسط کاتسوجی میازاکی (حدود 1915 - 18 مارس 1993) اداره می شد.